# Эрнандес, Гильермо
Гильермо Эрнандес Алехандро Санчес (исп. Guillermo Alejandro Hernández Sánchez; род. 25 июня 1942, Халиско, Мексика) — мексиканский футболист, защитник.

## Клубная карьера
На профессиональном уровне дебютировал в 1963 году выступлениями за команду «Атлас», в которой отыграл четыре сезона.
В 1967 году перешёл в клуб «Веракрус», в котором пробыл до 1969 года. Был замечен членами тренерского штаба клуба «Америка», к составу которого присоединился в 1969 году. В клубе отыграл пять сезонов и вместе с ним стал обладателем Кубка Мексики.
Завершил карьеру в сезоне 1974/75, в команде «Пуэбла».

## Карьера в сборной
В 1966 году дебютировал в официальных матчах в составе сборной Мексики. Вместе со сборной участвовал в чемпионатах мира 1966 и 1970 годов.
В 1964 году Эрнандес был в составе национальной команды Мексики на Олимпийских играх.
Всего в составе сборной принял участие в 55 матчах, забив 2 гола.